# Valmiera
Valmiera, do 1917 Wolmar – miasto w północno-wschodniej części Łotwy, w Liwonii, nad Gaują, na skrzyżowaniu kilku ważnych dróg, ok. 100 km od Rygi, stolicy kraju, 50 km od granicy z Estonią, stolica novadsu Valmiera, 27 515 mieszkańców (2006).

## Historia

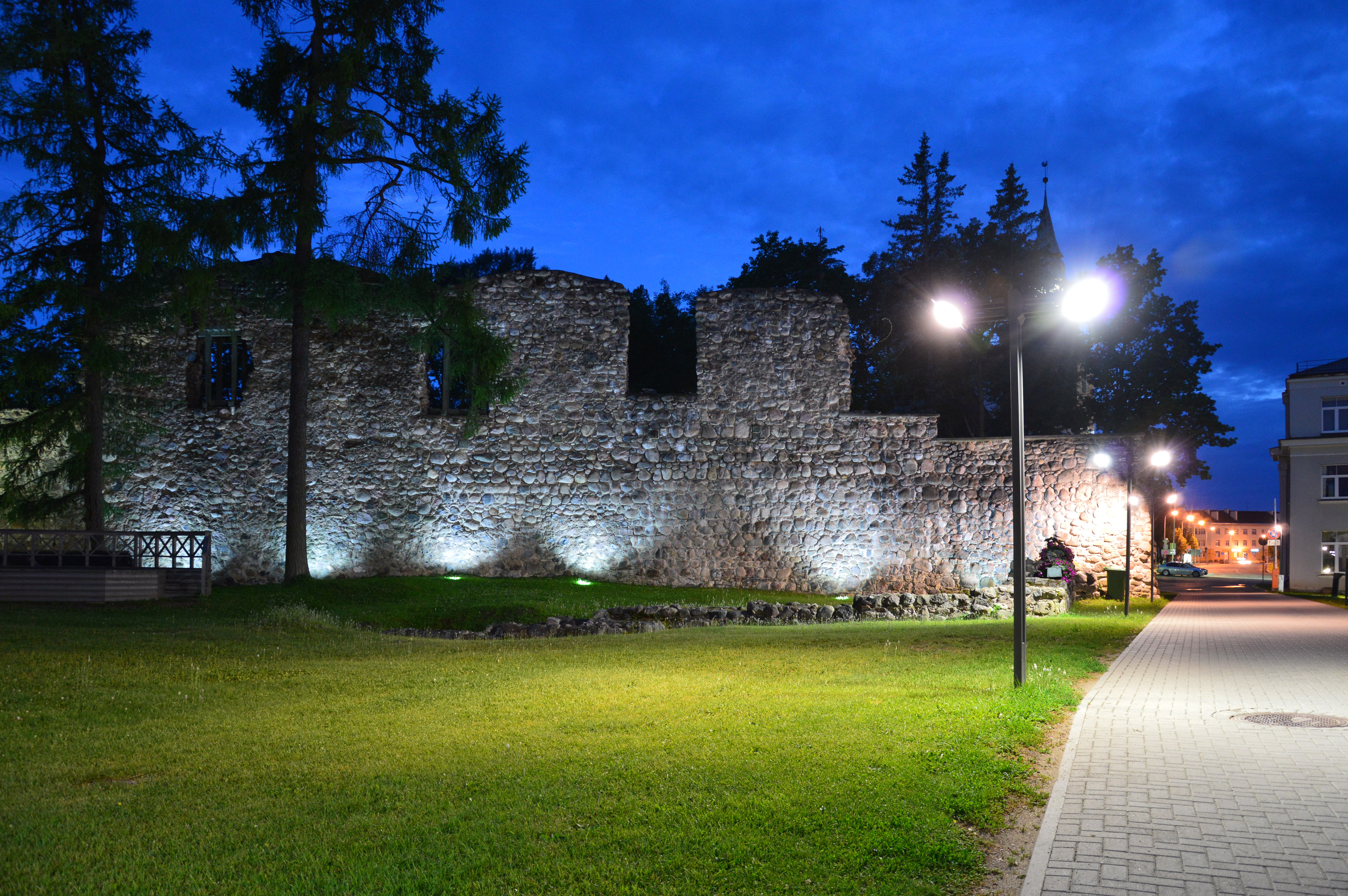
Ruiny średniowiecznego zamku

Wolmar i jego okolice to jedne z najwcześniej zasiedlonych terenów na Łotwie. Znaleziska archeologiczne potwierdziły obecność stałych siedzib ludzkich na tym terenie już 9000 lat temu. W XI w. znajdował się tu gród przynależący do kraju Tālava. Murowany zamek w Wolmarze wzniesiony został przez zakon kawalerów mieczowych w roku 1224. Po raz pierwszy jako miasto Wolmar jest wspominany w 1323 roku. Właściwa lokacja miała najprawdopodobniej miejsce co najmniej 40 lat wcześniej, kiedy to mistrz krajowy inflanckiej gałęzi zakonu krzyżackiego Wilhelm von Nindorf wzniósł tu w 1283 r. kościół. Wieża kościelna dobudowana została w drugiej połowie XIV w. Wolmar był członkiem Hanzy od XIV do XVI wieku. Przynależność do tego związku przyniosła znaczący rozwój handlu i transportu.

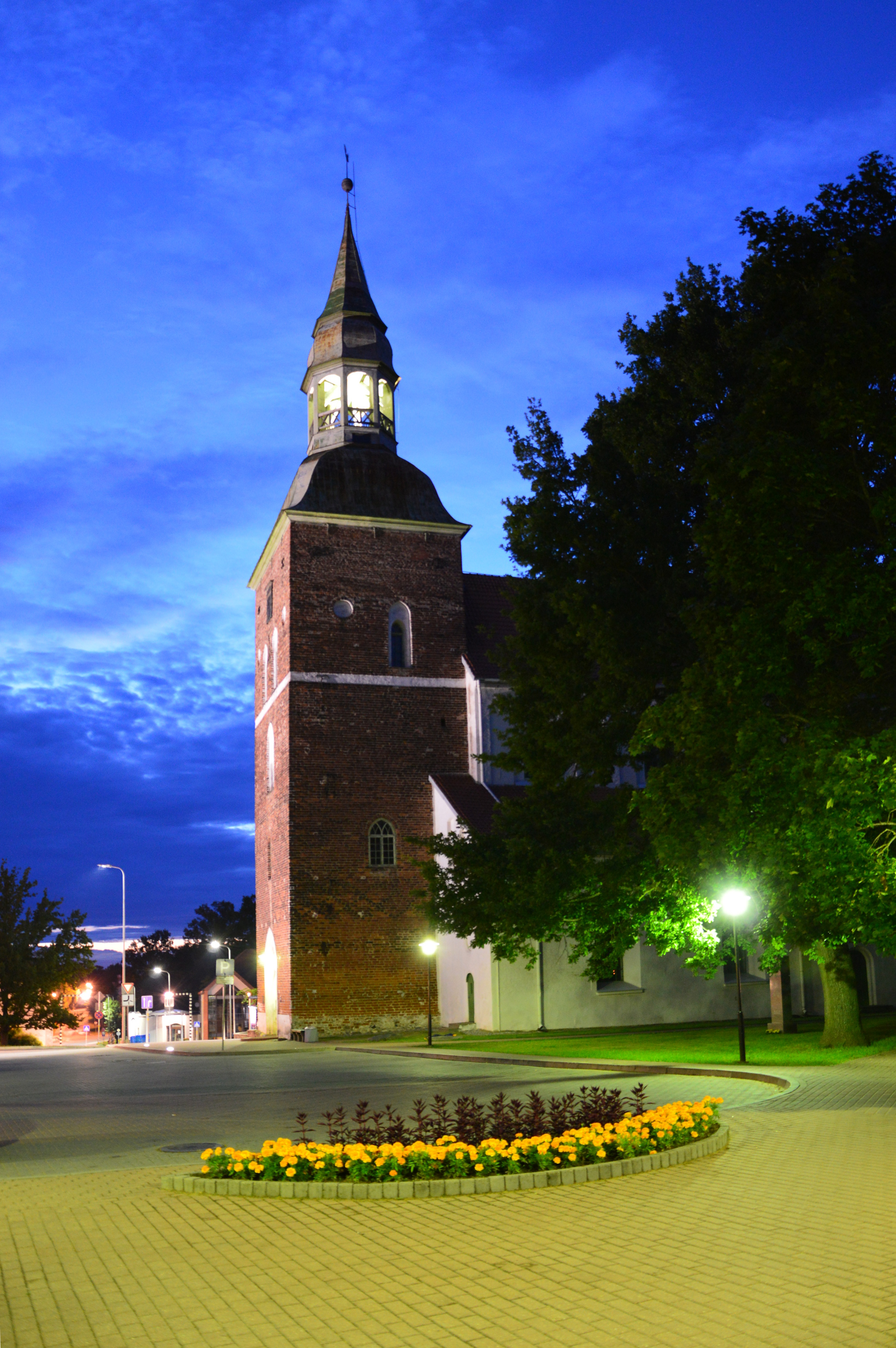
Kościół św. Szymona

Wolmar włączył do Rzeczypospolitej w 1561 roku król Zygmunt II August po pakcie wileńskim. Administracyjnie miasto przynależało do województwa parnawskiego. W 1601 roku podczas wojny ze Szwecją o Inflanty został zdobyty przez Szwedów i odbity po oblężeniu 19 grudnia przez hetmana Jana Zamoyskiego. Wzięto wtedy do niewoli syna króla Karola Sudermańskiego Carla Carlssona Gyllenhielma. Ponownie Wolmar Szwedzi zdobyli w 1622 roku podczas IV wojny polsko-szwedzkiej. Gustaw II Adolf nie napotykając oporu zajął 2 stycznia 1622 roku miasto, a 4 stycznia rozpoczął ostrzał zamku na skutek czego w dniu 6 stycznia licząca zaledwie 28 dragonów załoga, nie mając wody, by gasić pożary, skapitulowała. W zamian otrzymała prawo swobodnego wyjścia i przeszła do Rumborka. 25 października 1657 Wolmar został ponownie zajęty przez Polaków, lecz 3 sierpnia 1658 został znów utracony na rzecz Szwecji. Rzeczpospolita zrzekła się formalnie Wolmaru w 1660 roku wraz z Liwonią w pokoju oliwskim.
Podczas wielkiej wojny północnej Wolmar był zniszczony i spalony przez Rosjan w 1702. Następnie miasto dzieliło losy północnej Liwonii. W 1755 założona została tu druga najstarsza apteka na obszarze dzisiejszej Łotwy, w której zabytkowym budynku obecnie mieści się sala wystawowa. W 1872 założony został łotewski zespół teatralny, który w 1885 wzniósł gmach teatru. Uruchomienie kolei z Rygi do Pskowa w 1889 r. wpłynęło na rozwój drobnego przemysłu, głównie przetwórstwa rolnego. W 1905 w mieście gościł klasyk literatury łotewskiej Rūdolfs Blaumanis, który wystawiał swoje sztuki w miejscowym teatrze. 
W końcu 1917 r. Valmiera razem z całą Liwonią znalazła się pod kontrolą łotewskich bolszewików, w tzw. Republice Iskołatu. Republika ta przestała istnieć, gdy Niemcy przeszli do ofensywy na Łotwie po zerwaniu rozmów pokojowych z Rosją Radziecką w Brześciu Litewskim. W rezultacie pod koniec I wojny światowej (od 22 lutego 1918) miasto było okupowane przez Niemcy. Po wojnie znalazło się w granicach nowo proklamowanej Republiki Łotewskiej. W końcu listopada 1918 r. działania zbrojne przeciwko Łotwie rozpoczęła Rosja Radziecka. Valmiera została zajęta przez Armię Czerwoną 22 grudnia 1918 r. W granicach Łotewskiej Socjalistycznej Republiki Radzieckiej pozostawała do 31 maja 1919 r., kiedy zajęły ją jednostki armii estońskiej, sprzymierzonej z niepodległą Łotwą, której też niemal natychmiast przekazano zarząd nad miastem.
W okresie międzywojennym Valmiera zasłynęła jako ośrodek sportów lekkoatletycznych, pochodzili stąd znani w kraju chodziarze, np. Jānis Daliņš (1904-1978), sześciokrotny rekordzista świata, zdobywca srebrnego medalu na igrzyskach olimpijskich w Los Angeles i mistrz Europy z 1934 r.
Na początku II wojny światowej 20 września 1939 w mieście zorganizowano obóz dla polskich uchodźców cywilnych, zbiegłych z Polski na Łotwę podczas kampanii wrześniowej. W obozie było zarejestrowanych 268 Polaków, z których większość została już w październiku zwolniona. Od 1940 pod okupacją radziecką, od 1941 do 1944 niemiecką, i od 1944 ponownie radziecką. II wojna światowa przyniosła prawie całkowite zniszczenie miasta, zwłaszcza jego zabytkowej części. Po wojnie pozostało w składzie ZSRR jako część Łotewskiej Socjalistycznej Republiki Radzieckiej i nieopodal Valmiery znajdowała się baza wojsk lotniczych Liepas. Po odzyskaniu niepodległości przez Łotwę i upadku ZSRR, ponownie w granicach Łotwy.

## Obecnie
Valmiera jest, obok Rygi, de facto kulturalnym i administracyjnym ośrodkiem Liwonii. Jest jedynym poza Rygą miastem w regionie posiadającym profesjonalny teatr, Valmieras teātris, którego początki sięgają zespołu teatralnego z 1872 roku, a jako profesjonalny teatr funkcjonujący od 1923 roku. W latach 90. XX wieku założono tutaj również regionalną uczelnię, Vidzemes Augstskola. Mieści się tu także muzeum poświęcone lokalnej historii. Valmiera stanowi również gospodarcze centrum rejonu. Dominującymi gałęziami przemysłu są przemysł spożywczy, produkcja włókna szklanego, przemysł metalowy, drzewny i meblowy. W planach jest budowa w mieście elektrowni geotermalnej oraz hali sportowej i centrum olimpijskiego.

## Sport
W mieście znajdują się kluby sportowe:
- Valmieras FK (piłka nożna)
- BK Valmiera (koszykówka)

## Miasta partnerskie
- Gmina Høje-Taastrup, Dania
- Gmina Solna, Szwecja
- Halle (Westf.), Niemcy
- Marly, Francja
- Psków, Rosja
- Viljandi, Estonia
- Zduńska Wola, Polska

## Galeria

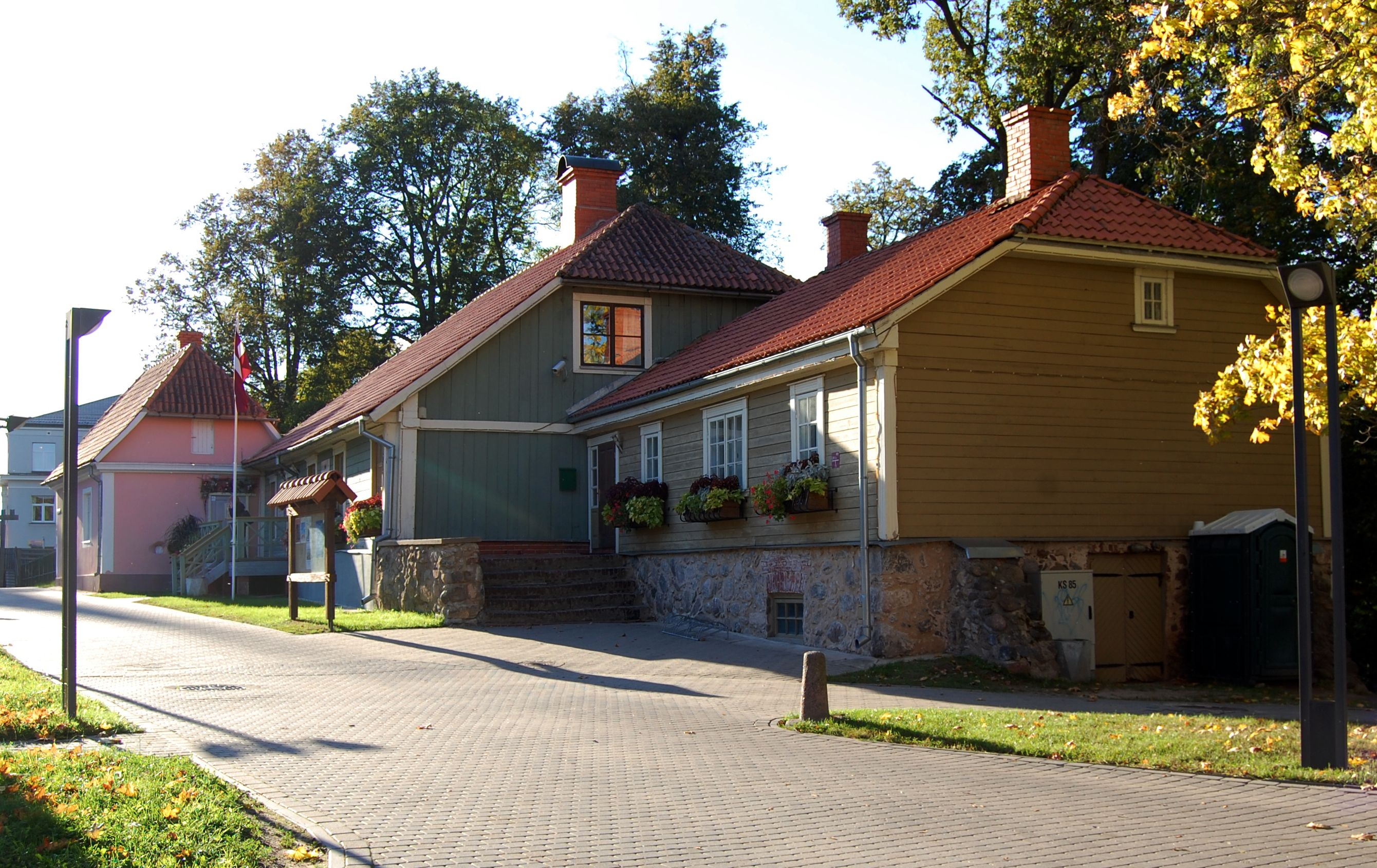
Zabytkowa zabudowa Starego Miasta
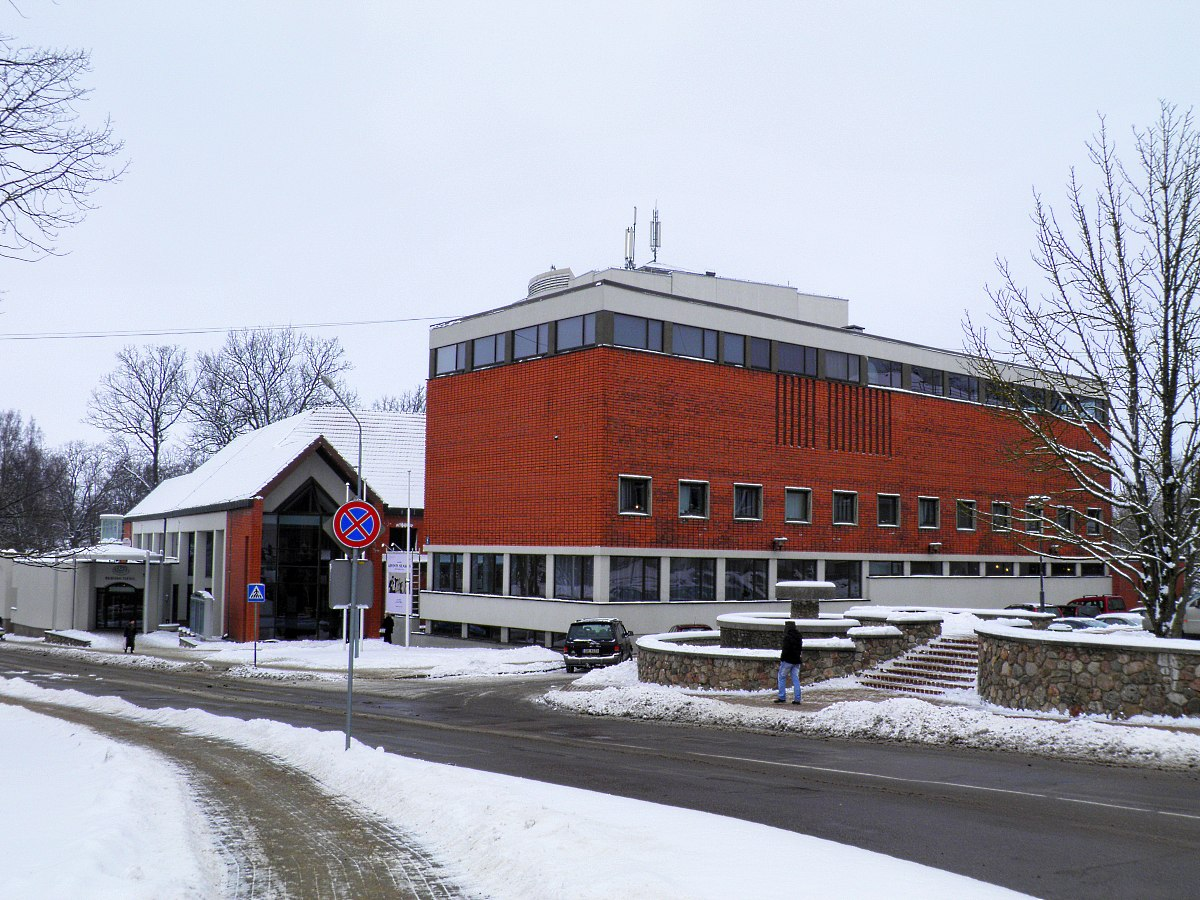
Teatr dramatyczny
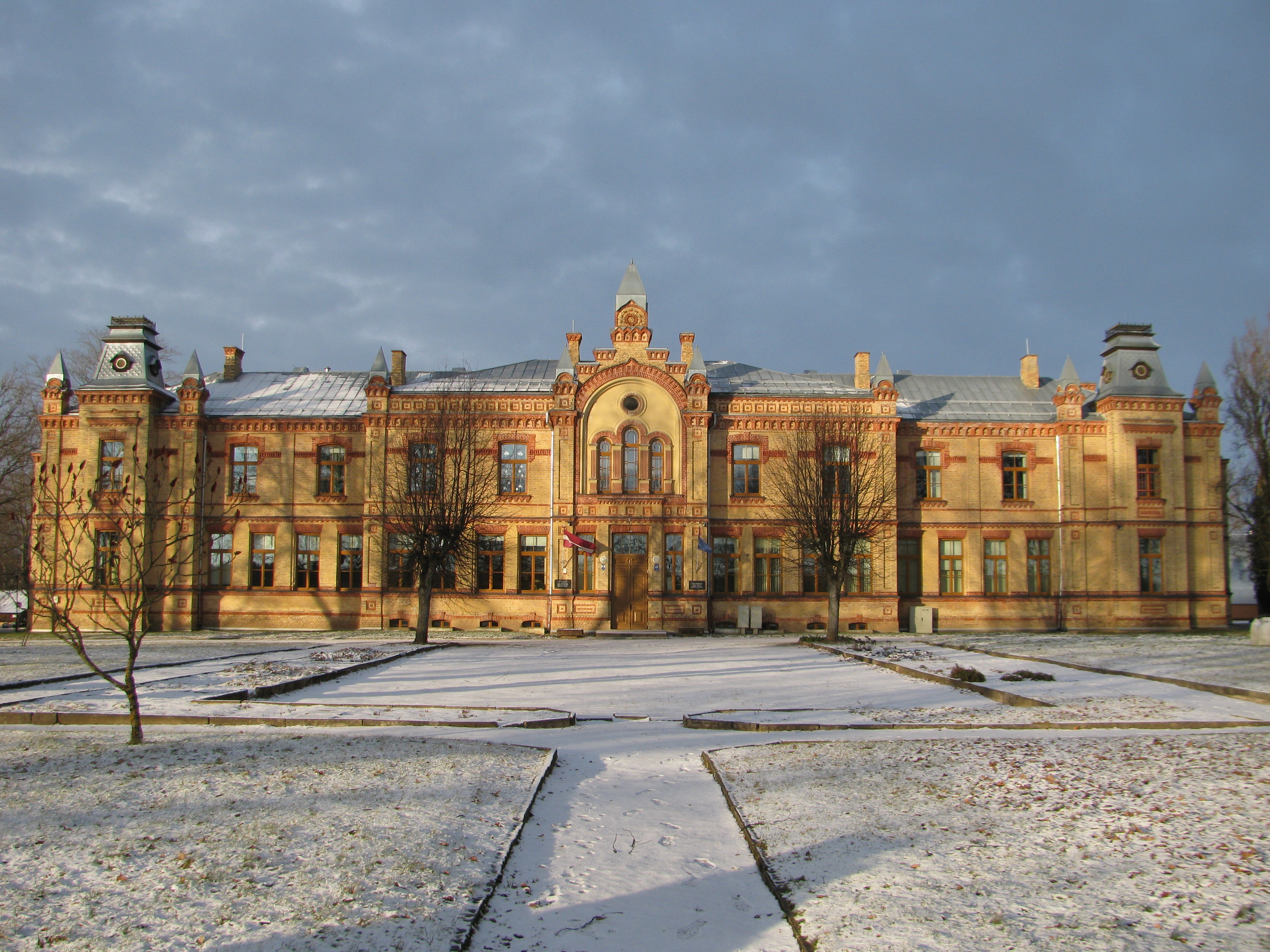
Zabytkowe gimnazjum państwowe
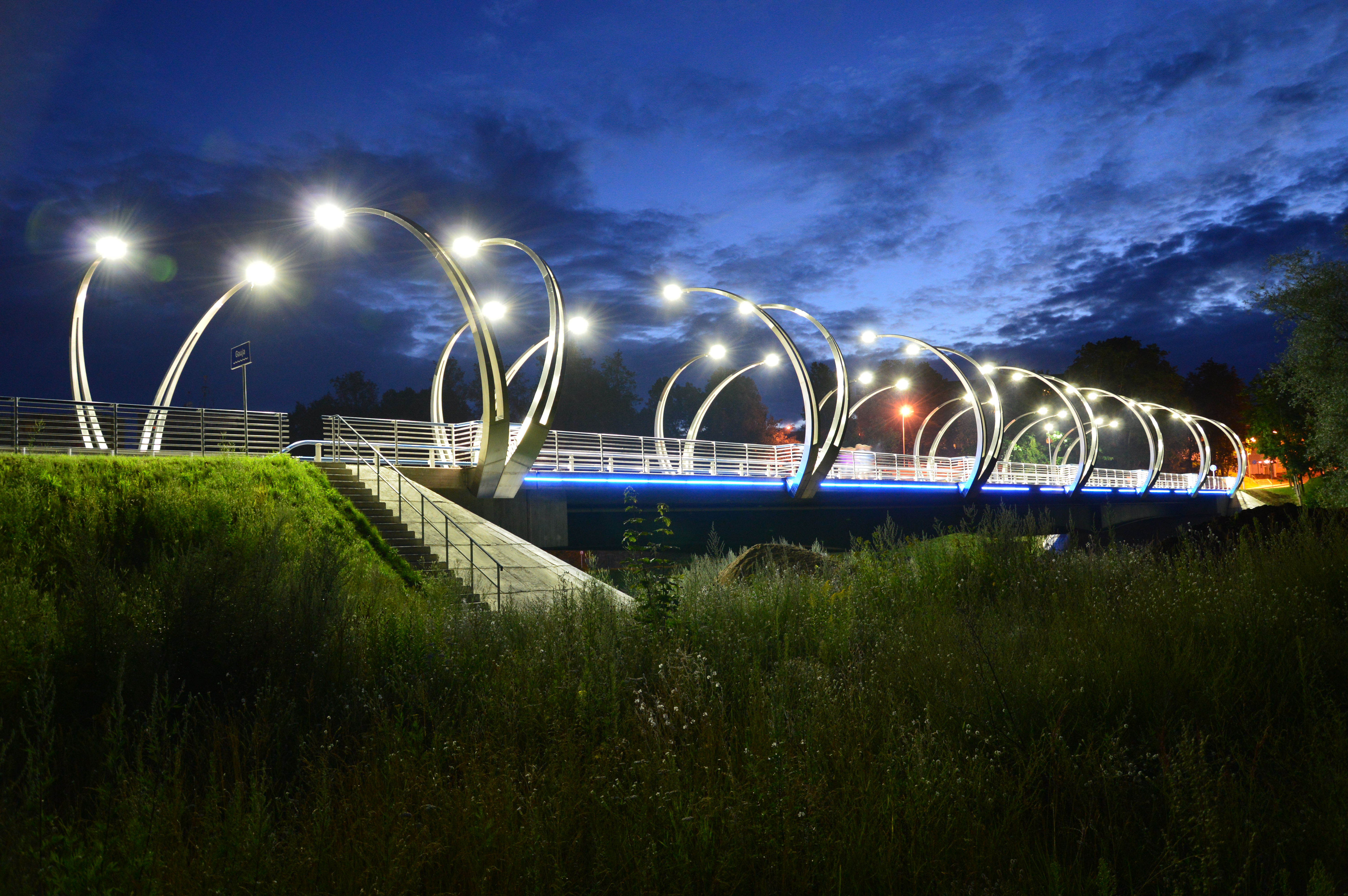
Most nad rzeką Gaują
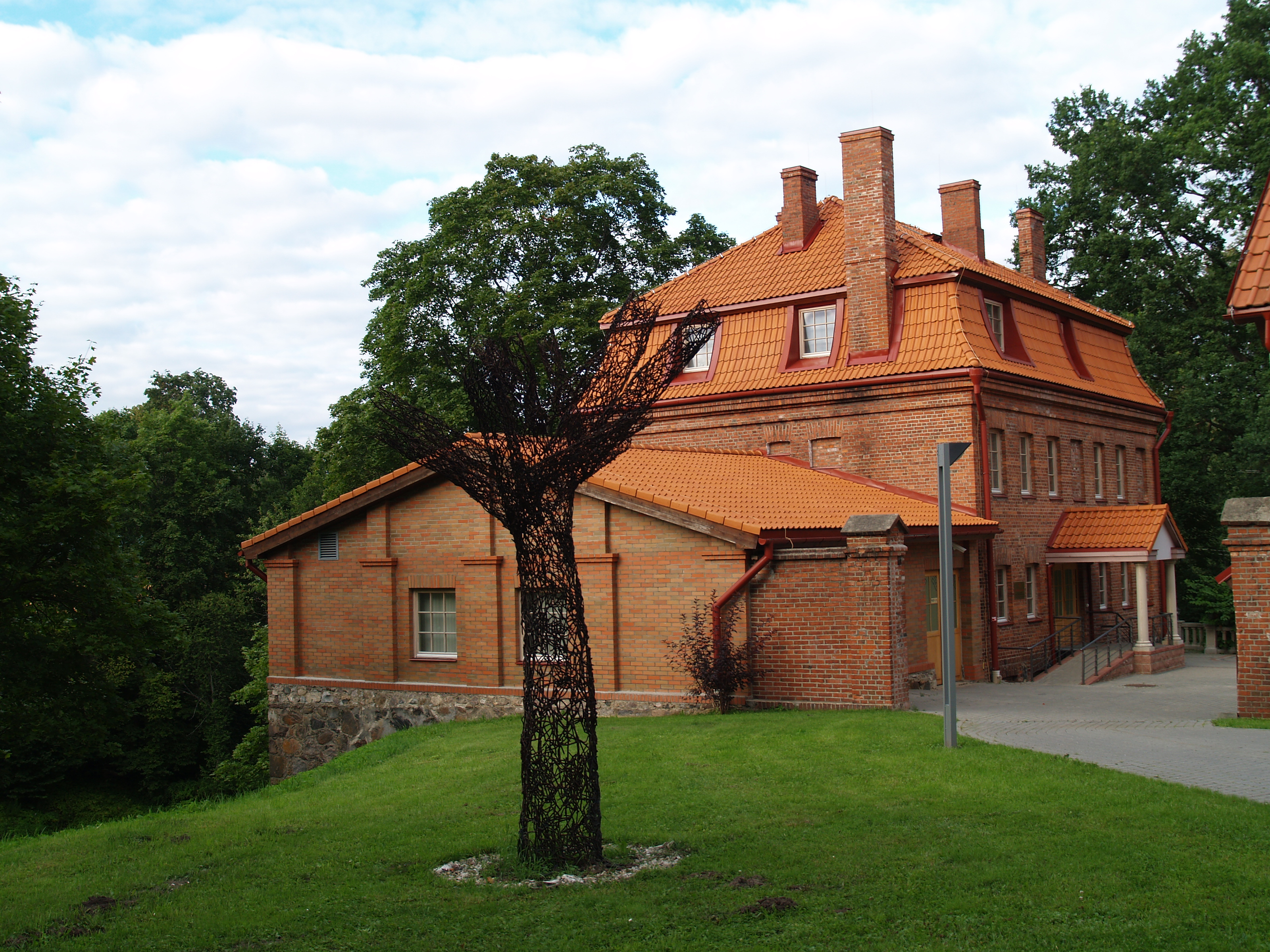
Muzeum